# Delije
Delije je naziv navijačke grupe koja prati beogradsku FK Crvenu zvezdu. Osnovani su na srpski pravoslavni Božić 7. siječnja 1989. godine. Klub je često povezan sa stadionom Crvena zvezda.
Sjedište im je u Despotovačkoj ulici br. 38 u Beogradu.
Vođa Delija je bio i  Željko Ražnatović Arkan.

## Osnivanje
Godine 1982. formirani su Ultrasi, a 1985. Red Devilsi. Ultrasi su forsirali talijanski tip navijanja (koreografija, bakljade, duge melodične pjesme itd.), dok su Red Devilsi više se priklanjali engleskom stilu navijanja. Krajem 1980-tih stvorena je i treća grupa koja je nazvana Zullu Warriors. Svi zajedno su pratili Crvenu zvezdu svuda po svijetu: Tokio, Pariz, London, Madrid, Barcelona, Milan, Atena, itd. Dana 7. siječnja 1989., na pravoslavni Božić, tri skupine navijača (Ultras, Red Devils, i Zullu Warriors) su održali sastanak na kojem su odlučili sljedeće. Prva odluka je bila da se sve tri grupe ujedine pod jednim imenom Delije Sever. Druga odluka je bila da se politika i političke stranke drže dalje od zvezde i da se nikada ne ulazi u bilo kakvu koaliciju s bilo kojom političkom strankom ili političkom organizacijom. Treća stvar o kojoj su se dogovorili je da se na stadionu spominju samo imena zvezde, Beograda i Srbije, u svim pjesmama, skandiranjima, transparentima itd. Uskoro se otvaraju prostorije za sastanke navijača, informativni centar za navijače, prodavaonica navijačkih rekvizita i počinje štampanje navijačkih članskih iskaznica.

## Sukob na Maksimiru i početak rata
Dana 13. svibnja 1990. je trebala se odigrati na Maksimiru utakmica protiv Dinama. Već od ranog jutra, počeli su sukobi po gradu i vandalizam. Međutim, utakmica je prekinuta prije nego što je i počela zbog ogromne tuče navijača na stadionu. Sve je počelo kad su navijači Crvene zvezde rušili reklame na južnoj tribini Maksimira te ušli na gornji dio tribine gdje su bili simpatizeri Dinama. Bad Blue Boys isprovocirani samim rušenjem reklama i ulaska na tribinu, slomili su ogradu koja vodi prema terenu pokušavajući prisilno doći do gostujuće tribine.Na travnjaku su vođene velike bitke između navijača i policije, a vrhunac dana je bio Bobanov udarac. Cijeli incident je zabilježila televizija.

## Vanjska poveznica
- Web-stranica kluba